# 파블롭스크 (보로네시주)

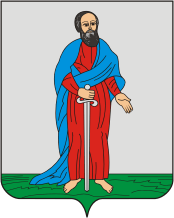
시 문장

파블롭스크(러시아어: Па́вловск)는 러시아 보로네시주 중부에 위치한 도시로, 인구는 26,365명(2002년 기준)이다. 보로네시(보로네시 주의 주도)에서 남쪽으로 234km 정도 떨어진 곳에 위치하며 돈강 우안과 접한다.
1709년 신설되었으며 1711년 지금과 같은 이름으로 변경되었고 1779년 시로 승격되었다.